# Iñaki Garay
Iñaki Garay Mogaguren (Bedia, 31 gennaio 1952) è un ex calciatore spagnolo, di ruolo centrocampista.

## Carriera
Cresciuto nella cantera dell'Athletic Bilbao, esordisce con il Bilbao Athletic nella stagione 1971-1972. Due anni dopo viene promosso in prima squadra, debuttando in Primera División spagnola il 7 aprile 1974 nella partita Athletic-Real Oviedo (2-0). Milita con i rojiblancos per quattro stagioni, al termine delle quali viene ceduto all'Almeria, con cui disputa altri quattro anni, di cui due nel massimo campionato spagnolo.
Conclude la carriera nel 1988.